# Mösjön (Ramkvilla socken, Småland)
Mösjön är en sjö i Vetlanda kommun i Småland och ingår i Mörrumsåns huvudavrinningsområde. Sjön har en area på 0,121 kvadratkilometer och ligger 219,2 meter över havet. Sjön avvattnas av vattendraget Rävabäcken.

## Delavrinningsområde
Mösjön ingår i det delavrinningsområde (633923-144251) som SMHI kallar för Utloppet av Skärlen. Medelhöjden är 230 meter över havet och ytan är 13,14 kvadratkilometer. Det finns inga delavrinningsområden uppströms utan avrinningsområdet är högsta punkten. Rävabäcken som avvattnar avrinningsområdet har biflödesordning 3, vilket innebär att vattnet flödar genom totalt 3 vattendrag innan det når havet efter 149 kilometer. Delavrinningsområdet består mestadels av skog (68 procent). Avrinningsområdet har 3,31 kvadratkilometer vattenytor vilket ger det en sjöprocent på 25,1 procent.